# Инфракрасная расходимость
Инфракрасная расходимость (инфракрасная катастрофа) — ситуация якобы испускания бесконечно большого числа фотонов с бесконечно малыми энергиями при столкновении двух заряженных частиц или при резком изменении скорости заряженной частицы. Является следствием расходимости интеграла из-за вкладов объектов с очень малой энергией (почти равной нулю), или что то же самое, из-за физического явления на очень больших масштабах.
Инфракрасная расходимость имеется только в теориях с безмассовыми частицами (такими как фотоны). Данные расходимости представляют собой эффект, который полная теория часто подразумевает. Один из способов борьбы с ней заключается в наложении обрезания.

## Описание парадокса
Сечение процесса {\displaystyle d\sigma } рассеяния заряженных частиц с испусканием одного дополнительного фотона выражается формулой: {\displaystyle d\sigma =d\sigma _{0}{\frac {dI}{\omega }}}. Здесь {\displaystyle d\sigma _{0}} — сечение процесса рассеяния заряженных частиц с испусканием определённого числа фотонов, {\displaystyle dI} — полная энергия излучения, {\displaystyle \omega } — частота излучения. При интегрировании этой формулы по частотам в некотором конечном интервале от {\displaystyle \omega _{1}} до {\displaystyle \omega _{2}} получается {\displaystyle d\sigma \sim \alpha \ln {\frac {\omega _{2}}{\omega _{1}}}d\sigma _{u}}, где {\displaystyle d\sigma _{u}} — сечение рассеяния упругого процесса. Можно приближенно считать, что {\displaystyle \omega _{2}} приближенно равна начальной энергии излучающей частицы. Но величина {\displaystyle \omega _{1}} может быть сделана сколь угодно близкой к нулю. В результате сечение излучения всех возможных мягких фотонов стремится к бесконечности.
При другом способе вычислений среднего числа фотонов при резком изменении скорости заряженной частицы: {\displaystyle {\bar {n}}\sim \ln {\frac {L}{\lambda }}}, где {\displaystyle L,\lambda } — максимальная и минимальная частоты интегрирования. При {\displaystyle \lambda \rightarrow 0} получаем, что {\displaystyle {\bar {n}}\rightarrow \infty }, так что всегда излучается бесконечно много фотонов нулевой частоты.

## Объяснение парадокса
Среднее число излученных фотонов {\displaystyle d{\bar {n}}={\frac {dI}{\omega }}}, где {\displaystyle dI} — классическая интенсивность излучения, {\displaystyle \omega } — частота излучения. Интегрируя эту формулу получаем: {\displaystyle {\bar {n}}=\int _{\omega _{1}}^{\omega _{2}}{\frac {dI}{\omega }}}. Поскольку мягкие фотоны излучаются статистически независимо, вероятность {\displaystyle \omega (n)} излучения {\displaystyle {\bar {n}}} фотонов выражается через их среднее число формулой Пуассона {\displaystyle \omega (n)={\frac {{\bar {n}}^{n}}{n!}}\exp(-{\bar {n}})}. Сечение процесса рассеяния с излучением фотонов может быть представлено в виде: {\displaystyle d\sigma =d\sigma _{u}\omega (n)}. Поскольку {\displaystyle \sum \omega (n)=1}, то {\displaystyle d\sigma _{u}} представляет собой полное сечение рассеяния, сопровождаемого любым мягким излучением. Сечение чисто упругого рассеяния в действительности равно нулю. При {\displaystyle \omega _{1}\to 0} среднее число {\displaystyle {\bar {n}}\to \infty } и согласно формуле Пуассона обращается в нуль вероятность излучения любого конечного числа фотонов.
Физической причиной парадокса является предположение о бесконечном радиусе действия кулоновского поля, которое приводит к неадекватности фотонной картины для очень больших длин волн. Для выполнения условия {\displaystyle {\bar {n}}>1} длины волн должны иметь длину больше {\displaystyle e^{\frac {1}{\alpha }}{\frac {\hbar }{mc}}}, что значительно больше радиуса наблюдаемой части Вселенной. Таким образом данный парадокс имеет чисто теоретическое значение